# Воля-Мечиславська
Воля-Мечиславська (пол. Wola Mieczysławska) — село в Польщі, у гміні Любартів Любартівського повіту Люблінського воєводства.
Населення — 219 осіб (2011).

## Демографія
Демографічна структура станом на 31 березня 2011 року:
|          | Загалом | Допрацездатний вік | Працездатний вік | Постпрацездатний вік |
| -------- | ------- | ------------------ | ---------------- | -------------------- |
| Чоловіки | 107     | 22                 | 73               | 12                   |
| Жінки    | 112     | 31                 | 53               | 28                   |
| Разом    | 219     | 53                 | 126              | 40                   |